# 四氯化鍺
四氯化鍺是一種無色的發煙液體，帶一股獨特的酸性臭味。它是生產高純鍺過程中的反應中間體。因為可用作光纖試劑的緣故，近年來四氯化鍺的使用量增加了不少。四氯化锗遇水分解。

## 制备
四氯化锗可以通过二氧化锗和浓盐酸反应得到，也能通过单质在500~600℃化合得到。